# Collicolo seminale
Il collicolo seminale (colliculus seminalis) dell'uretra prostatica è il punto presso cui i dotti eiaculatori sboccano nell'uretra. A livello della prostata e internamente a essa, le vescicole seminali  si uniscono con la parte ampollare del dotto deferente proprio a formare il dotto eiaculatore. Il collicolo seminale è visibile come un rilievo il cui asse maggiore è parallelo a quello dell'uretra. Si origina nella vescica con il nome di cresta uretrale e si continua, dopo aver attraversato il trigono urogenitale, con due frenuli della cresta uretrale (uno per lato) nella porzione spongiosa dell'uretra. Embriologicamente, è derivato dal primordio uterovaginale. È un punto di riferimento importante per la classificazione dei disturbi dello sviluppo uretrale. I margini del collicolo seminale sono i seguenti:
- gli orifizi dell'utricolo prostatico
- le aperture dei dotti eiaculatori
- le aperture dei dotti prostatici

## Rilevanza patologica
Il collicolo è un importante punto di riferimento anatomico per la patologia del difetto congenito delle valvole uretrali posteriori, caratterizzato da un'interruzione dello sviluppo dell'uretra nei neonati maschi. Sono stati riportati casi di tumori carcinoidi uretrali nel collicolo. La struttura tende a migrare caudalmente, o verso il basso, in un disturbo noto come ipospadia e diviene quindi visibile dal bulbo, o nella porzione uretrale del pene. L'utricolo prostatico, un residuo del condotto paramesonefrico, nasce dall'uretra a livello del collicolo e prosegue posteriormente. Tale struttura a fondo cieco può essere associata all'ipospadia.